# Fikret Abdić
Fikret Abdić (Velika Kladuša, 29 settembre 1939) è un politico e imprenditore bosniaco a capo della Regione Autonoma della Bosnia Occidentale dal 1993 al 1995, condannato a 15 anni di carcere per crimini di guerra,  e sindaco di Velika Kladuša dal 2016.
Fikret Abdić è salito alla ribalta negli anni '80 per il suo ruolo nel trasformare la società agricola Agrokomerc con sede a Velika Kladuša in uno dei più grandi conglomerati in Jugoslavia. Abdić ha anche vinto il voto popolare alle elezioni presidenziali bosniache del 1990.
All'inizio degli anni '90, durante la guerra in Bosnia, Abdić dichiarò la sua opposizione al governo bosniaco di Sarajevo e fondò la Regione Autonoma della Bosnia Occidentale, staterello secessionista di breve durata a Velika Kladuša.
Il mini-stato è esistito tra il 1993 e il 1995 ed è stato alleato con l'esercito della Republika Srpska. Nel 2002 Abdić è stato giudicato colpevole di crimini di guerra contro bosniaci fedeli al governo di Sarajevo da un tribunale croato e condannato a 20 anni di reclusione poi ridotti in appello a 15 anni dalla Corte Suprema della Croazia.
Il 9 marzo 2012 è stato rilasciato dopo aver scontato i due terzi della pena ridotta. È stato nuovamente incarcerato nel giugno 2020 con l'accusa di abuso d'ufficio durante il mandato di sindaco.

## Biografia
Fikret Abdić è nato nel villaggio di Donja Vidovska, Velika Kladuša, Regno di Jugoslavia il 29 settembre 1939.
Prima della guerra, Abdić era il direttore di Agrokomerc, una società con sede a Velika Kladuša che ha trasformato da piccola cooperativa agricola in una moderna azienda agro-alimentare che impiegava oltre 13.000 lavoratori e che ha dato impulso all'economia dell'intera area.
Agrokomerc ha trasformato Velika Kladuša da una regione povera in una potenza regionale. Secondo le fonti, i residenti di Velika Kladuša si riferivano ad Abdić con l'appellativo di Babo (papà).
Abdić dirigeva l'azienda con il forte sostegno dell'influente politico jugoslavo Hamdija Pozderac e di suo fratello, Hakija.
Alla fine del 1987, poco prima della morte di Hamdija Pozderac, Raif Dizdarević stava per assumere la presidenza annuale della Jugoslavia, durante la quale scoppiò uno scandalo. Abdić fu incarcerato per presunte irregolarità finanziarie e Hamdija Pozderac si dimise. Lo scandalo scosse non solo la Repubblica Socialista di Bosnia ed Erzegovina, ma l'intera Jugoslavia. Un'altra delle sue mosse controverse è stata quella di erigere un monumento a un başbölükbaşı ottomano bosniaco, Mujo Hrnjica, su una collina sopra Velika Kladuša.
Dopo il suo rilascio dalla prigione, Abdić decise all'ultimo minuto di aderire al Partito d'Azione Democratica e di candidarsi alla Presidenza della Bosnia ed Erzegovina nelle elezioni del 1990. Secondo la costituzione, gli elettori elessero sette membri alla presidenza: due bosniaci, due serbi, due croati e uno jugoslavo.
Lui e il suo futuro rivale Alija Izetbegović corsero per le due posizioni bosniache, venendo entrambi eletti. Una volta ricoperti gli incarichi, i membri della presidenza elessero un presidente della presidenza. Abdić ottenne più voti popolari di Izetbegović, ma non assunse la carica per ragioni ancora ignote.

## Guerra in Bosnia
Secondo la rivista NIN, Abdić apparve brevemente a Sarajevo quando scoppiò la guerra in Bosnia, sperando di assumere la presidenza dopo che Izetbegović era stato arrestato dall'esercito popolare jugoslavo (JNA). Tuttavia, Izetbegović lo prevenne nominando Ejup Ganić per tale posizione.
Pochi mesi dopo, Abdić decise di tornare a Bihać, dove era noto a livello locale come oppositore del governo di Izetbegović. Utilizzando la sua vasta rete di contatti d'affari, Abdić fu in grado di mantenere la città ben rifornita di beni di consumo come sigarette, caffè e detersivi, anche se era sotto assedio dalle forze serbe. Ciò gli ha guadagnato così tanta popolarità ad Abdić tra gli abitanti della città che nel 1993 è stato in grado di reincorporare Bihać e dintorni come Provincia Autonoma della Bosnia occidentale (APZB) e installarsi come governatore. Sebbene definito traditore dal governo bosniaco, il feudo di Abdić fu riconosciuto dai leader croati e serbi, che furono felici di indebolire il governo bosniaco alla luce degli accordi di Karađorđevo e Graz che miravano a dividere la Bosnia ed Erzegovina tra Croazia e Serbia.
Abdić ha istituito campi di prigionia per coloro che avevano combattuto per il governo bosniaco. I detenuti nei campi sono stati sottoposti a uccisioni, torture, aggressioni sessuali, percosse e altri trattamenti crudeli e disumani. Oltre alle forze paramilitari di Abdić, ai crimini di guerra contro i bosniaci partecipò un'unità paramilitare serba nota come gli Scorpioni.
Quando il 5º Corpo dell'armata della Repubblica di Bosnia ed Erzegovina (ARBiH), con sede nella parte sud della sacca di Bihać nella Bosnia occidentale cercò di porre fine all'esistenza dell'APZB, Abdić organizzò una milizia che fu rifornita, addestrata, finanziata (e combatté a fianco) dall'esercito della Republika Srpska (VRS) e dal controspionaggio serbo contro l'ARBiH e i bosniaci fedeli a Izetbegović. I serbi approfittarono della situazione e hanno rafforzato le posizioni loro e di Abdić. Nell'agosto 1995, un'offensiva ARBiH pose fine all'APZB costringendo Abdić a fuggire in Croazia.
Lord David Owen, un diplomatico britannico e coautore dei piani di pace Vance-Owen e Owen-Stoltenberg, ha descritto Abdić come «schietto, fiducioso e diverso dai musulmani di Sarajevo. Era a favore della negoziazione e del compromesso con croati e serbi per raggiungere un accordo, e si arrabbiava con quei musulmani che volevano bloccare tale accordo.»

## Dopo la guerra
Dopo la guerra Abdić ottenne l'asilo politico e la cittadinanza dal presidente croato Franjo Tuđman, e visse vicino a Fiume. Il governo della Bosnia-Erzegovina lo ha accusato della morte di 121 civili, tre prigionieri di guerra e del ferimento di 400 civili a Bihać. La Croazia ha rifiutato, tuttavia, di estradarlo. Dopo la morte di Tuđman nel 1999 e il cambio di governo in Croazia l'anno successivo, le autorità croate lo hanno arrestato e processato.  Nel 2002 è stato condannato a 20 anni di carcere per crimini di guerra commessi nell'area della "sacca di Bihać". Nel 2005 la Corte suprema croata ha ridotto la pena a 15 anni.
Abdić si è candidato alla carica di membro bosniaco della presidenza bosniaca nel 2002 per la Comunità Popolare Democratica nel 2002 e ha ottenuto il 4,1% dei voti. La legge bosniaca non gli impedisce di candidarsi alle elezioni poiché la sua condanna è in Croazia. È stato rilasciato l'8 marzo 2012, dopo aver scontato dieci dei suoi 15 anni di pena.
Abdić è stato candidato del Partito Laburista bosniaco a sindaco di Velika Kladuša alle elezioni municipali bosniache del 2016. Ha ricevuto 9.026 voti, pari al 48,10%, ed è stato eletto sindaco.